# Alberto Benassi
Alberto Benassi (fl. XX secolo) è stato un calciatore italiano, di ruolo difensore.

## Carriera
Iniziò la sua carriera calcistica nel Carpi come difensore dal 1919 al 1926, esordì in Prima Categoria il 12 ottobre 1919 nella partita Modena-Carpi (6-0), in sette campionati con il Carpi disputò settantun partite.
Giocò la stagione seguente con la Fiorentina, partecipando anche alla prima partita della squadra - un'amichevole con il Signa Calcio. Nel corso del campionato di Prima Divisione segnò complessivamente 3 reti.
Dal 1928 al 1930 tornò a giocare con il Carpi.